# إثارو
جزيرة إثارو (بالإسبانية: Isla de Ízaro) جزيرة إسبانية تقع في بحر كانتابريا، هي تابعة لمقاطعة بيسكاي الواقعة في منطقة إقليم الباسك شمال إسبانيا.
تبلغ مساحة جزيرة إثارو 0,144 كم².